# Brněnský klub deskových her
Brněnský klub deskových her je klub deskových her sídlící v Brně. Vznikl v roce 1995 a scházel se postupně na různých místech ve městě. Členové klubu se setkávají obvykle jednou týdně a mají možnost zahrát si některou z několika set deskových her. Významnou postavou klubu je český autor deskových her Vladimír Chvátil.

## Základní charakteristika
- Oblast činnosti: klub deskových her
- Místo činnosti: Brno a Jihomoravský kraj
- Právní forma: není právní subjekt
- CEO: Radim Křivánek, zvaný Rumun.
- Počet členů: cca 100
- Setkávání – v úterý: 
  - leden 2015 – únor 2017: Skautský dům střediska "KOMPAS" Brno (Boženy Němcové 29)
  - březen 2017 – červen 2017: COWO Brno (Moravské náměstí 3)
  - červenec 2017 – březen 2018:  Skautský institut v Brně (Moravské náměstí 12)
  - od března 2018: klubovna Mečířova 5, Brno – Královo Pole

## Úspěchy členů klubu
- 2003 – Vítěz Čtyřpoháru, mistrovství republiky družstev v deskových hrách[1]
- 2004 – Třetí místo na Čtyřpoháru
- 2004 – Druhé místo na EuropeMasters Boardgames, mistrovství Evropy družstev v deskových hrách[2]
- 2006 – Druhé místo na Čtyřpoháru
- 2007 – Hra Vladimíra Chvátila Through the Ages získala prestižní mezinárodní ocenění pro nejlepší strategickou hru roku – International Gamers Award[3]
- 2015 – Několikadenní herní víkend klubu uspořádaný v Kaprálově mlýně u Brna sklidil velký úspěch a stává se pravidelnou akcí klubu.
- 2016 – Herní víkend na Kaprálově mlýně
- 2017 – Herní víkend na Kaprálově mlýně

## Vladimír Chvátil
Vladimír Chvátil je programátor a český autor deskových her. Člen Brněnského klubu deskových her, ve kterém testuje své nové hry. Na hrách často uváděný jako Vlaada Chvatil. Mezi jeho hry patří: Proroctví, Dračí říše, Aréna, Merry Men of Sherwood, Through the Ages, Galaxy Trucker, Graenland, Kámen-zbraně-papír, Bezva finta, Vládci podzemí. Je spoluautorem Dračího doupěte Plus a spoluautorem skautské karetní hry Sacculus. V roce 2004 získal s českým týmem (spolu s Jaroslavem Zemánkem, Radimem Křivánkem a Jakubem Procházkou) druhé místo na mistrovství Evropy družstev v deskových hrách. V roce 2007 získala jeho hra Through the Ages mezinárodní ocenění pro nejlepší strategickou hru roku.